# Graßnitz
Graßnitz ist eine Ortschaft und als Grassnitz eine Katastralgemeinde der Gemeinde Aflenz im Bezirk Bruck-Mürzzuschlag in Steiermark.
Zur Ortschaft zählen weiters die Rotte Seebach (730 m ü. A.), die Erdefunkstelle Aflenz, die Wochenendsiedlung Siedlerring Graßnitz sowie eine Einzellage. Der am südwestlichen Ortsende bei Graßnitz 29 stehende Bildstock ist denkmalgeschützt (Listeneintrag).

## Siedlungsentwicklung
Zum Jahreswechsel 1979/1980 befanden sich in der Katastralgemeinde Grassnitz insgesamt 141 Bauflächen mit 39.558 m² und 104 Gärten auf 81.644 m², 1989/1990 gab es 142 Bauflächen. 1999/2000 war die Zahl der Bauflächen auf 412 angewachsen und 2009/2010 bestanden 192 Gebäude auf 430 Bauflächen.

## Bodennutzung
Die Katastralgemeinde ist land- und forstwirtschaftlich geprägt. 313 Hektar wurden zum Jahreswechsel 1979/1980 landwirtschaftlich genutzt und 552 Hektar waren forstwirtschaftlich geführte Waldflächen. 1999/2000 wurde auf 242 Hektar Landwirtschaft betrieben und 576 Hektar waren als forstwirtschaftlich genutzte Flächen ausgewiesen. Ende 2018 waren 225 Hektar als landwirtschaftliche Flächen genutzt und Forstwirtschaft wurde auf 570 Hektar betrieben. Die durchschnittliche Bodenklimazahl von Grassnitz beträgt 25,6 (Stand 2010).